# Giuseppe Cocconi
Giuseppe Cocconi (Como, 3 ottobre 1914 – Ginevra, 9 novembre 2008) è stato un fisico italiano, attivo soprattutto nel campo della fisica delle alte energie.

## Biografia e carriera
Cresciuto a Como, svilupperà fin da giovane una grande passione per l'astronomia. Dopo essersi laureato in fisica all'Università di Milano nel 1937 con Giovanni Polvani, che lo indirizza subito nella ricerca sui raggi cosmici, l'anno dopo è invitato da Edoardo Amaldi a recarsi a Roma per partecipare ad un corso di specializzazione di sei mesi all'Istituto di Fisica di via Panisperna. Qui collabora con Enrico Fermi, Gilberto Bernardini ed altri giovani fisici della scuola romana, occupandosi in particolare dello studio dei raggi cosmici. Insieme a Fermi lavorerà peraltro alla costruzione di una camera di Wilson per studiare il decadimento mesonico.
Tornato a Milano, continua le ricerche sui raggi cosmici, usando contatori Geiger e camere a nebbia. Nel 1942, viene nominato professore di fisica all'Università di Catania, ma può occupare tale cattedra (che manterrà fino al 1947) solamente dopo il 1944, a causa dei combattimenti della seconda guerra mondiale. Durante il periodo bellico, lavora pure – a Roma – per l'Aeronautica militare conducendo studi sui raggi infrarossi. Al termine del conflitto, ritorna a Milano e nel 1945 si sposa con Vanna Tongiorgi, una studentessa che aveva scelto i raggi cosmici come argomento per la tesi di laurea, con cui aveva già pubblicato, nel 1939, un articolo sulla natura della radiazione secondaria dei raggi cosmici.
Nel 1947, il futuro premio Nobel Hans Bethe gli offre una cattedra di fisica alla Cornell University, dove rimane come Full Professor fino al 1963. Qui, assieme alla moglie Vanna, compie molti esperimenti sui raggi cosmici, dai quali emerse che i neutroni, attraverso l'osservazione di fenomeni di spallazione nucleare cui essi davano luogo, ne erano componenti essenziali e che gli sciami di raggi cosmici erano a volte così intensi da farne ipotizzare origini extragalattiche.
Nel 1959 scrive, assieme a Philip Morrison, l'articolo Searching for Interstellar Communications, pubblicato sulla rivista Nature il 19 settembre di quell'anno. Questo articolo si rivelerà di fondamentale importanza, fra l'altro, per la fondazione del progetto SETI; in esso, i due scienziati proposero che la frequenza migliore per cercare segnali extraterrestri fosse quella della riga di 21 centimetri emessa dall'idrogeno neutro interstellare. Nello stesso anno, Cocconi è chiamato dal CERN di Ginevra per contribuire alla realizzazione del progetto sperimentale Proton Synchrotron (PS), che porterà, solo a partire dal novembre del 1959, alla piena operatività funzionale del primo sincrotone del CERN, proprio grazie al lavoro di Cocconi. A Ginevra, egli condurrà prevalentemente ricerche sullo scattering di particelle elementari (soprattutto, su urti del tipo protone-protone, protone-antiprotone, poi elettrone-neutrino) e le relative sezioni d'urto.
Tornato negli Stati Uniti dopo questo periodo sabbatico trascorso al CERN (negli anni 1959-61), proseguirà queste ricerche per altri due anni al Brookhaven National Laboratory. Nel 1963, Giuseppe e Vanna Cocconi entrano a far parte, a tempo pieno, del CERN di Ginevra dove, dal 1967 al 1969, Cocconi continuerà, come direttore di ricerca, a presiedere il "Proton Synchrotron" project del CERN. Qui, si occuperà prevalentemente di ricerche sullo scattering, collaborando con la sezione del CERN di Roma. In particolare, col suo gruppo di ricerca, e insieme a Alan Wethwrell e Bert Diddens, mette in evidenza un fenomeno che poteva venir interpretato come uno scambio di poli di Regge, coinvolgendo una probabile particella elementare, detta pomerone, ipotizzata – fra le altre – da una teoria formulata da Tullio Regge alla fine degli anni '50, e all’epoca molto promettente nello studio della fenomenologia adronica.
Negli anni successivi, Cocconi si dedicherà, assieme a fisici italiani (fra cui Ugo Amaldi, Guido Barbiellini Amidei, Giorgio Bellettini ed altri) ad approfondire ancora sia lo scattering protone-protone che quello protone-antiprotone, con nuovi risultati non previsti dai modelli teorici di allora. Frutto di questa collaborazione sarà, tra l'altro, l'invenzione di nuovi dispositivi, interni ai rivelatori di particelle elementari, per misurare sezioni d'urto e poi denominati Roman pots. Dagli anni '70 in poi, sempre assieme al gruppo romano e pisano (CERN-Pisa-Roma-Stony Brook collaboration), si dedicherà pure alla fisica dei neutrini in collaborazione anche con gruppi internazionali (fra cui, la cosiddetta "collaborazione CHARM", guidata da K. Winter), partecipando attivamente, tra gli altri, agli esperimenti TOTEM e DELPHI, presso le macchine acceleratrici LHC e LEP.
Nonostante il pensionamento nel 1979, Cocconi non finirà di interessarsi di fisica delle alte energie, sempre presso il CERN, nonché di raggi cosmici, in collaborazione con gruppi di ricerca argentini, fino a pochi mesi dalla morte.
Giuseppe Cocconi era noto nell'ambiente scientifico come una persona molto cordiale e di larghe vedute, curioso ed attento a tutto ciò che avveniva nel mondo, anche al di fuori della fisica. Rifiutò però sempre di associarsi ad accademie o istituzioni scientifiche ed era restìo ad accettare premi ed onorificenze. Era molto disponibile nei confronti dei giovani ricercatori, che seguiva con interesse e di cui incoraggiava l'entusiasmo.
Era un grande amante della natura ed il suo passatempo preferito erano le passeggiate in montagna assieme alla moglie Vanna ed altri amici. Dopo il pensionamento, si rifiutò sempre di parlare in pubblico della sua vita scientifica.
Cocconi è stato, sinora, anche l'unico italiano a vincere il primo premio nella celebre competizione della Gravity Research Foundation per l'anno 1958, grazie ad un articolo scritto insieme a Edwin Ernest Salpeter. Si tratta di un riconoscimento internazionale, da molti considerato secondo solo al Premio Nobel, nel campo della Gravitazione, della Relatività di Einstein e della Cosmologia .
Una sezione italiana del SETI si chiama attualmente SETI-ITALIA "G. Cocconi", proprio in suo onore.

### Il premio Cocconi
Nel 2011 la European Physical Society (Eps) ha istituito il Premio Giuseppe e Vanna Cocconi per l’astrofisica particellare e la cosmologia. Il riconoscimento, con cadenza biennale, viene conferito a singoli individui o collaborazioni che hanno dato un rilevante contributo nel campo dell'astrofisica delle particelle e della cosmologia nei quindici anni precedenti il premio.